# Pepe di Caienna
Il pepe di Caienna è una cultivar di peperoncino della specie Capsicum annuum originaria della Guyana francese.
Il suo nome deriva dalla città di Caienna, capitale dipartimentale della Guyana francese.
Viene normalmente essiccato e macinato, oppure tostato al forno ancora fresco e poi macinato per produrre la polvere anch'essa normalmente nota come pepe di Caienna.
Il pepe di Caienna viene usato nella preparazione di cibi piccanti, sia in polvere che intero (ad esempio nella cucina Sichuan), oppure in una salsa diluita a base di aceto. Come piccantezza è generalmente quotato tra le 30.000 e le 50.000 unità nella scala Scoville. Viene anche utilizzato come ingrediente erboristico ed è menzionato nel trattato Complete Herbal di Nicholas Culpeper già nel XVII secolo.

## Storia

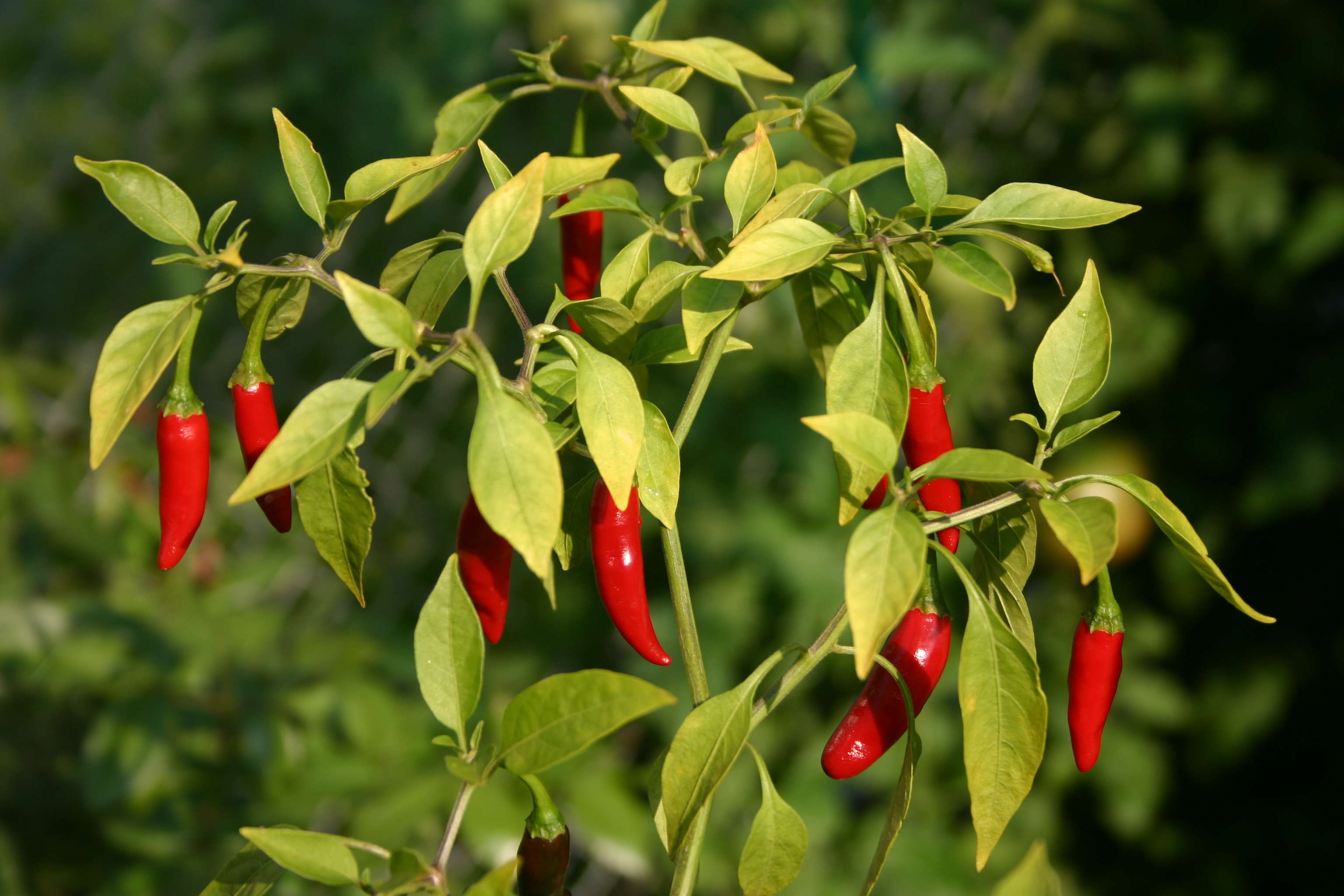
Il pepe di Caienna coltivato in Thailandia (Thai pepper) è la cultivar probabilmente più simile alla specie originaria prima della sua importazione nelle Americhe.

La diffusione del pepe di Caienna risale ai tempi della conquista dell'America dove esso era uno dei beni più preziosi commercializzati tra le spezie dagli spagnoli verso le Indie, quando il commercio del pepe asiatico attraverso il passaggio del Mar Rosso venne impedito dopo la presa di Costantinopoli da parte dei turchi. Lo stesso Cristoforo Colombo ebbe modo di assaggiare questo peperoncino definendolo "[...] molto forte, ma non col sapore di quello del Levante". Era già noto presso maya ed aztechi. Viene anche utilizzato come ingrediente erboristico ed è menzionato nel trattato Complete Herbal di Nicholas Culpeper già nel XVII secolo.
Il nome di Caienna gli pervenne dal fatto che la città di Caienna è tradizionalmente considerata tra le maggiori produttrici al mondo di questo peperoncino. Non è da confondere col Thai pepper che, pur essendo tendenzialmente ritenuto un antenato diretto del pepe di Caienna, rappresenta oggi una cultivar completamente diversa.
Attualmente le principali zone di produzione del pepe di Caienna sono gli Stati Uniti, il Messico, il Brasile, la Colombia, la Guyana, la California, alcune zone dell'Africa occidentale, il Vietnam, l'India e l'Indonesia.

## Coltivazione
Può essere piantato in vari tipi di luogo e richiede circa 100 giorni per giungere a maturazione. In generale il peperoncino preferisce il clima caldo e umido e un terreno ricco. Le piante possono crescere fino a circa 60–120 cm di altezza e dovrebbero essere piantate spaziate di circa un metro. Le foglie sono ellittiche, lisce, regolari. I fiori sono per lo più bianchi, gialli o viola. Il frutto è una falsa bacca cava di forma oblunga. Lo spessore delle pareti è di 1–2 mm, di colore variabile dal verde, al giallo (verso la maturazione), arancio chiaro, rosso e rosso scuro (quando matura completamente).
I peperoncini sono per lo più piante perenni nei climi tropicali e subtropicale ma vengono normalmente coltivati come annuali nei climi temperati; possono tuttavia passare l'inverno se protetti dal freddo e opportunamente potati.

## Cucina

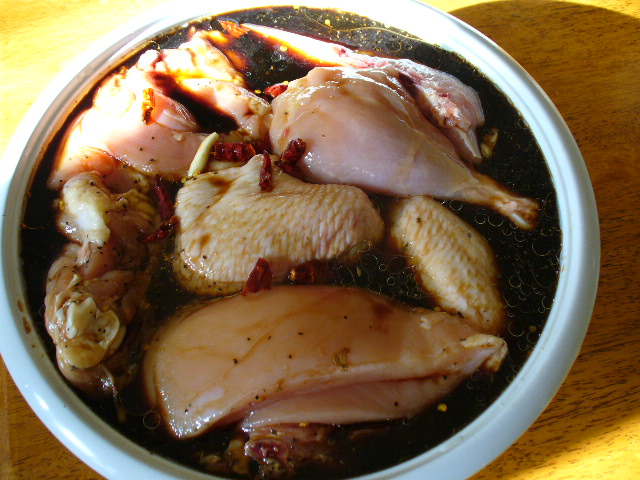
Pollo marinato con pepe di Caienna

Il pepe di Caienna viene usato tutt'oggi nella preparazione di cibi piccanti, sia in polvere che intero (ad esempio nella cucina del Sichuan), oppure in una salsa diluita a base di aceto, in particolare nella cucina cinese e coreana con riso, pasta, legumi o verdura. È utile anche per marinare il pollo. Nella cucina occidentale è entrato in uso spesso all'interno di sandwich o altri cibi per aggiungere un sapore piccante come condimento.
In America settentrionale il pepe di Caienna è la base della preparazione del Cajun, una miscela di spezie piccanti.

## Proprietà nutrizionali
Il pepe di Caienna è ricco di vitamina A; contiene inoltre le vitamine B6, E e C (sebbene quest'ultima sia presente in quantità minime); la riboflavina, potassio e manganese.
Tra gli alcaloidi contenuti nel pepe di Caienna vi è la capsaicina, che stimola i recettori del calore e del dolore dell'epidermide, causando quindi un afflusso di sangue più intenso e una migliore ossigenazione dello stesso. In risposta all'irritazione, il cervello secerne le endorfine, un oppiaceo naturale che provoca un senso di benessere e soddisfazione. La capsaicina ha anche effetto scialagogo, cioè stimola la secrezione di saliva, facilitando la digestione.
È stato anche dimostrato che il pepe di Caienna aiuta nell'ossidoriduzione del grasso, regolando la pressione alta, promuovendo un sano funzionamento del fegato e del tessuto produttivo, aiutando nel contempo a regolare il sistema digestivo e la produzione sana di muco nella mucosa.

## Usi medicinali

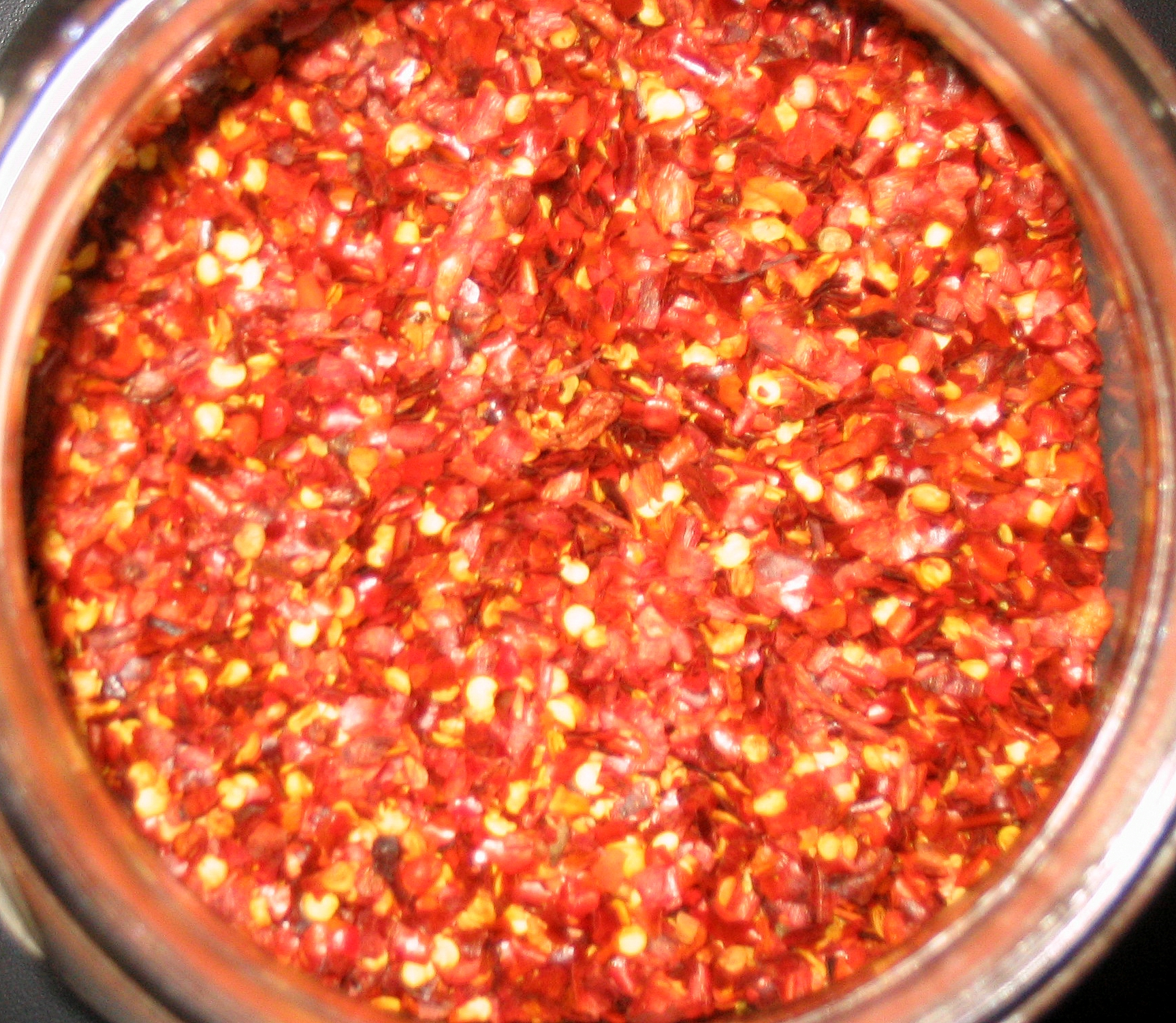
Pepe di Caienna macinato

Il pepe di Caienna è utilizzato da secoli anche nel campo della medicina tradizionale; recentemente, è stato scientificamente dimostrato che è uno stimolante naturale per la produzione di endorfine nel corpo.
Tradizionalmente viene utilizzato per lenire i seguenti problemi di salute:
- Dolore allo stomaco e flatulenza
- Cattiva circolazione di sangue
- Dolori reumatici e artritici
- Dolore al collo o alla gola

Sebbene le dosi contenute nel pepe di Caienna non comportino rischi, la capsaicina può causare irritazione, infiammazione e persino lesioni al cavo orale se consumata in quantità eccessive. In casi estremi, i sintomi possono includere convulsioni, crampi muscolari, brividi, tachicardia; le concentrazioni di capsaicina presenti nel pepe di Caienna sono utilizzate per la produzione di spray al peperoncino usati come autodifesa in alcune parti del mondo.

## Curiosità
Il pepe di Caienna viene citato anche da Totò nel film Totò lascia o raddoppia? del 1956 per la sua particolare piccantezza. In Mrs. Doubtfire, inoltre, il protagonista lo usa in un impeto di gelosia.